# Ingvar Hirdwall
Lars Ingvar Hirdwall (Stoccolma, 5 dicembre 1934 – Stoccolma, 6 aprile 2023) è stato un attore svedese, vincitore del premio Guldbagge come miglior attore nel 1981 e come miglior attore non protagonista nel 2003.

## Biografia
Considerato uno degli attori più prolifici nella scena cinematografica svedese, si diplomò nel 1960 presso il Teatro Città di Göteborg, alternando in seguito l'attività teatrale con quella televisiva e filmica.

## Vita privata
Era sposato con la collega Marika Lindström ed ebbe due figli, entrambi attori.

## Filmografia

### Cinema
- Barnens ö, regia di Kay Pollak (1980)
- Mannen från Mallorca, regia di Bo Widerberg (1984)
- Miraklet i Valby, regia di Åke Sandgren (1989)
- Pensione Oskar (Pensionat Oskar), regia di Susanne Bier (1993)
- La vedova tatuata (Den tatuerade änkan), regia di Lars Molin (1998)
- Alle prime luci dell'alba (Om jag vänder mig om), regia di Björn Runge (2003)
- Uomini che odiano le donne (Män som hatar kvinnor), regia di Niels Arden Oplev (2009)

### Televisione
- Millennium, regia di Niels Arden Oplev e Daniel Alfredson (2010)

## Doppiatori italiani
Nelle versioni in italiano delle opere in cui ha recitato, Ingvar Hirdwall è stato doppiato da:
- Franco Zucca in Uomini che odiano le donne

## Premi e riconoscimenti
Guldbagge
1981: - Miglior attore - Barnens ö
2004: - Miglior attore non protagonista - Alle prime luci dell'alba